# Естонсько-польські відносини
Естонсько-польські відносини (ест. Eesti-Poola suhted, пол. stosunki estońsko-polskie) — історичні та поточні двосторонні відносини між Естонією та Польщею. 
Обидві держави мають тісні та дружні взаємини, є близькими союзниками, та належать до ООН, НАТО, Європейського Союзу, Світової організації торгівлі, ОЕСР, ОБСЄ, Бухарестської дев'ятки, Ініціативи трьох морів, Ради Європи, Ради держав Балтійського моря та Комісії із захисту морського середовища Балтійського моря. 

## Історія
Свого часу частина естонських земель, відома тоді як Лівонське герцогство, перебувала під управлінням Великого князівства Литовського, а згодом відповідно Речі Посполитої. Ще більше зміцнила польську владу на цих землях Лівонська війна, зупинивши спробу Московії завоювати цей край. Польська Лівонія не посіла істотного місця в історії Речі Посполитої, оскільки була поділена між поляками, шведами та данцями.
З першим поділом Польщі в 1772 році Польська Лівонія опинилася під російським правлінням, де як і Естляндія, вважалася найменш пригнобленою під владою російського царату, одержавши номінальний рівень автономії та відзначаючись піднесенням православного християнства; водночас Конгресова Польща, пізніше відома як Царство Польське, не дістала подібного співчуття і перебувала під нічим не обмеженим гнітом російського імперського уряду. Заворушення в Росії 1905 року набули такого широкого розмаху, що докотилися і до Естонії, і до Польщі. Для естонців тоді головним противником були не росіяни, а німці, але оскільки німці отримали привілеї від російської війни, антинімецькі заворушення в Естонії спрямовувалися безпосередньо проти царського авторитарного правління. Для поляків і росіяни, і німці були спільними гнобителями, тож вони повстали проти обох.

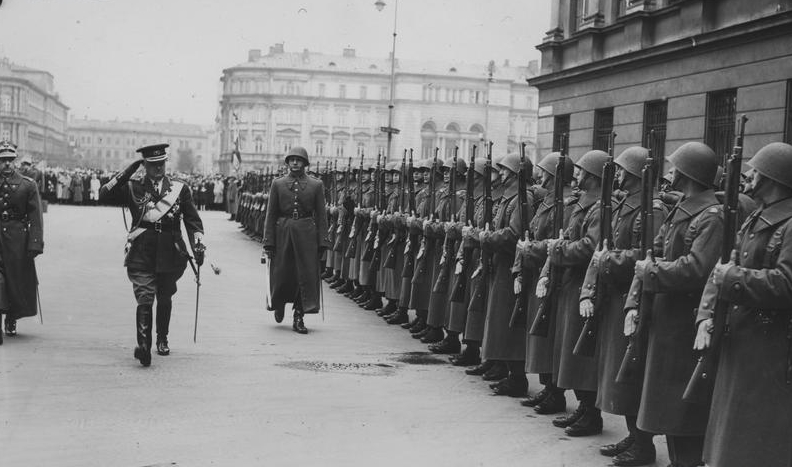
Головнокомандувач збройних сил Естонії генерал Йохан Лайдонер у Варшаві в 1939 році

Після закінчення Першої світової війни Естонія та Польща відновили свою незалежність. Однак подальше посилення вторгнення більшовиків звело обидві країни на одному спільному фронті проти радянської Росії. Естонія навряд чи могла дати відсіч Совітам, але успіх Польщі в польсько-радянській війні допоміг  зберегти незалежність обом народам. З 1920-х років Польща та Естонія були союзниками, хоча між ними відбувалося мало контактів. 1922 року Польща та Естонія були серед країн, які підписали Варшавську угоду, яка, однак, не набула чинності, позаяк Фінляндія, яка теж її підписала, не ратифікувала її під тиском налаштованої вороже до Польщі Німеччини. Натомість у 1925 році Польща та Естонія разом з Фінляндією та Латвією підписали в Гельсінкі конвенцію про примирення та арбітраж.
У 1937—1938 роках як етнічні поляки, так і естонці в Радянському Союзі стали жертвами проведених органами НКВС геноцидних акцій, відомих як «Польська операція» та «Естонська операція» відповідно. Після пакту Молотова — Ріббентропа Польща та Естонія під час Другої світової війни зазнали вторгнення та окупації. Польщу окупувала нацистська Німеччина та Радянський Союз з вересня 1939 року, тоді як Естонію окупував виключно СРСР із червня 1940 року. Таким чином частина поляків потрапила під спільний з естонцями радянський гніт, за умов якого чимало поляків та естонців росіяни насильно виселили в Сибір. У ході операції «Барбаросса» з середини 1941 року Естонію повністю захопила Німеччина, під окупацією якої відтоді перебували і всі землі довоєнної Польщі.
У 1944—1945 роках обидві країни знову потрапили під окупацію радянських військ. Тривали радянські репресії та депортації як естонських, так і польських громадян. Зрештою Польща формально відновила свою незалежність, але з насадженим радянським комуністичним режимом, тоді як Естонію було повторно приєднано до СРСР у вигляді союзної республіки. Таким чином обидві країни не мали офіційних відносин до розпаду Радянського Союзу.

## Сьогодення

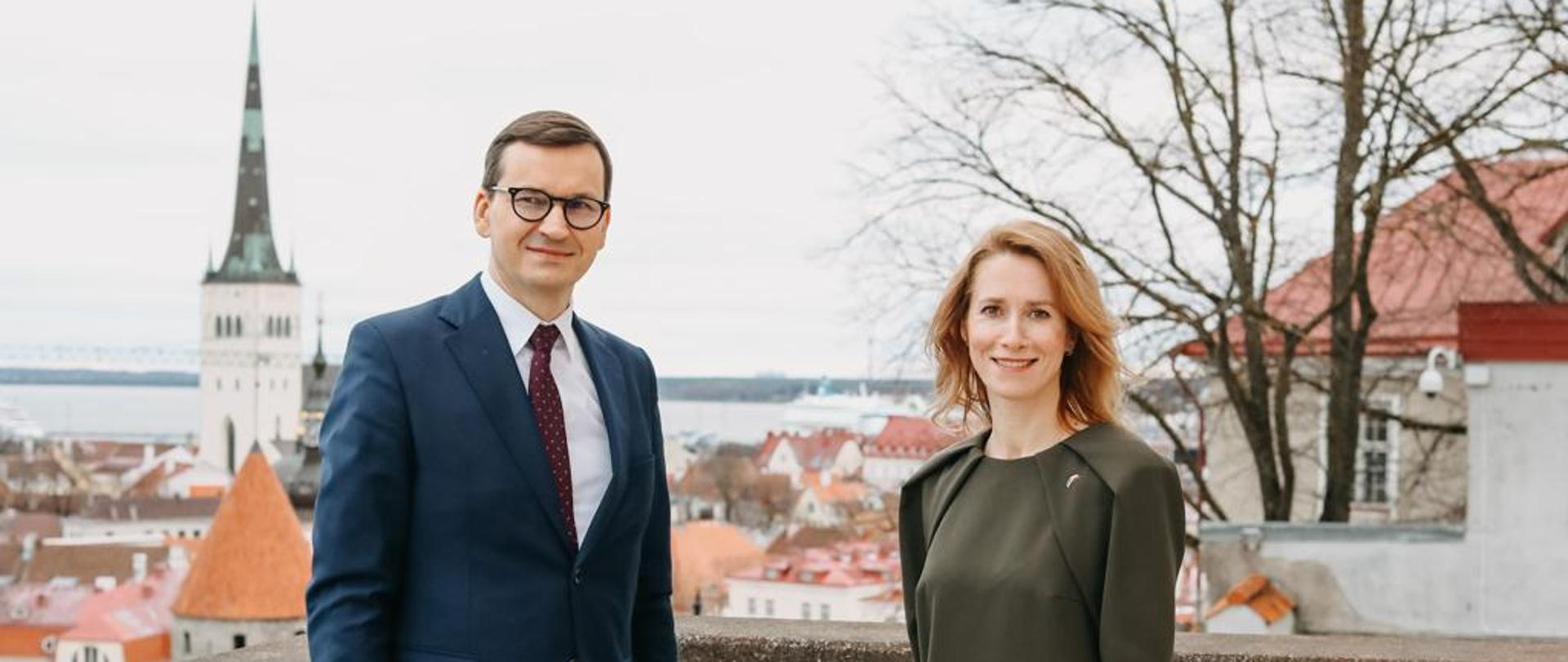
Прем'єр-міністр Естонії Кая Каллас на зустрілчі з прем'єр-міністром Польщі Матеушем Моравецьким у Таллінні, 2021 рік

Звільнившись з-під радянського гніту, Естонія і Польща поновили міждержавні взаємини в 1991 році.
З 1991 року між двома державами різко зросла  торгівля та співпраця, перетворюючи їх на економічних і політичних партнерів. Естонія вважає Польщу пріоритетом у своїх відносинах.
Польща вступила в НАТО 1999 року, Естонія — в 2004 році 1 травня 2004 року обидві країни прийнято в члени Євросоюзу. З 2000-х років їхні відносини значно пожвавилися. Загроза з боку Росії, яка зростала за Володимира Путіна, також спонукала обидві країни налагодити тісніші зв'язки перед лицем спільного ворога.
12 квітня 2010 року в Естонії було оголошено днем національної жалоби на спомин про 96 жертв Смоленської авіакатастрофи, включаючи президента Польщі Леха Качинського та його дружину Марію Качинську.
В Естонії пропагують польську культуру, літературу, музику та фільмографію. 1997 року Національна бібліотека Естонії і Польська національна бібліотека влаштували спільну виставку, що складалася з понад 100 експонатів. У Польщі з 2002 року організовуються Дні Естонії, під час яких пропагується мистецтво та культура Естонії.
Військово-повітряні сили Польщі беруть участь у місії НАТО «Повітряна поліція в країнах Балтії» з охорони повітряного простору над балтійськими державами включно з Естонією. 2021 року прем'єр-міністр Естонії Кая Каллас назвала Польщу ключовим союзником Естонії.
Польща та Естонія спільно приймали Чемпіонат Європи з волейболу серед чоловіків 2021 року.
У листопаді 2021 року під час прикордонної кризи між Білоруссю та Євросоюзом Естонія вирішила відрядити на допомогу Польщі 100 військовослужбовців Сил оборони Естонії.
2022 року після введення в експлуатацію трубопроводу-перемички GIPL було з'єднано газові мережі Естонії та Польщі, що також під'єднало Естонію до газового ринку ЄС. Станом на 2022 рік, будуються сучасні життєво важливі залізничний та автомобільний шляхи сполучення Rail Baltica і Via Baltica, які з’єднають Естонію з Польщею та Середньою Європою.

## Постійні дипломатичні місії
- Естонія має посольство у Варшаві.
- Польща має посольство в Таллінні.

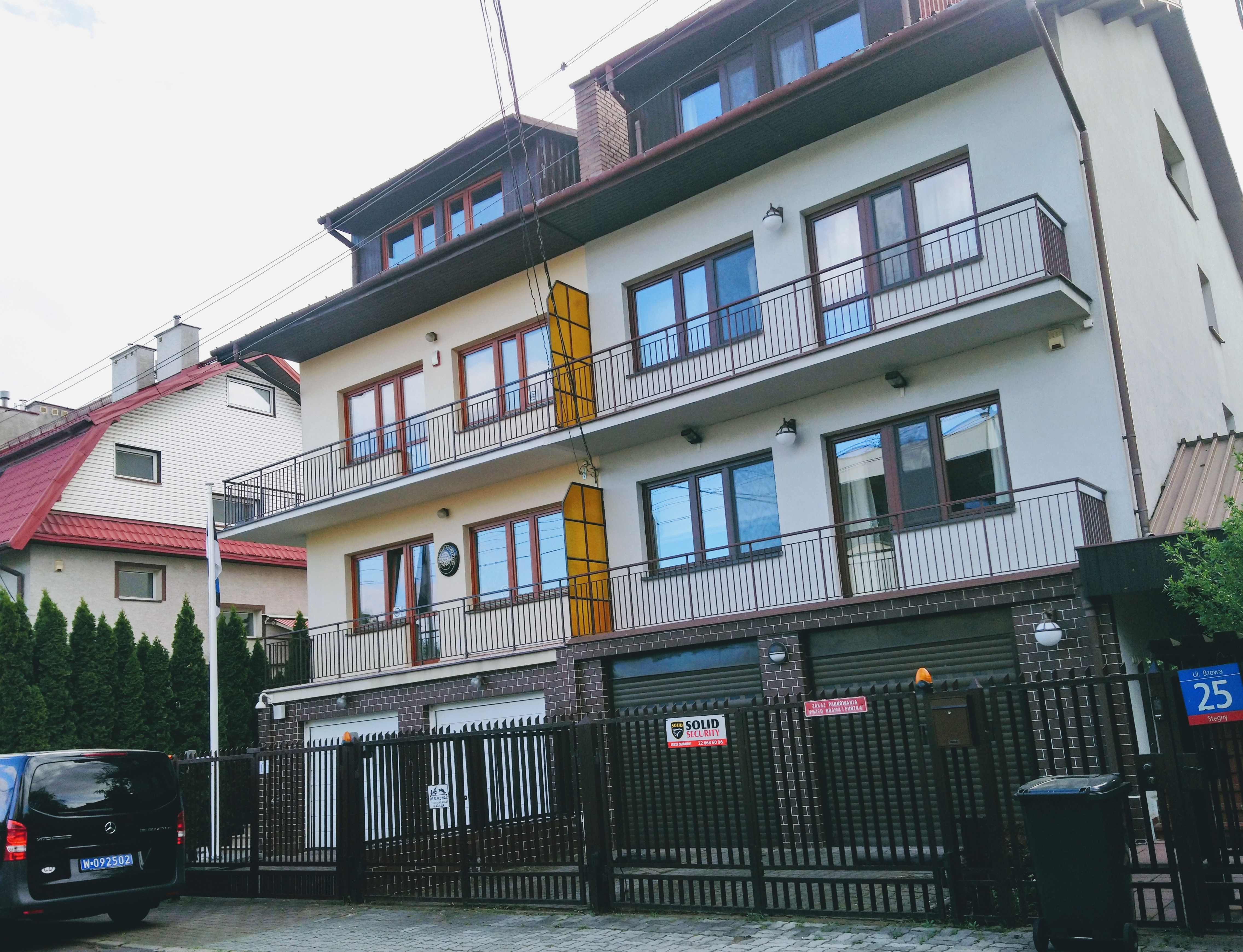
Посольство Естонії в Польщі
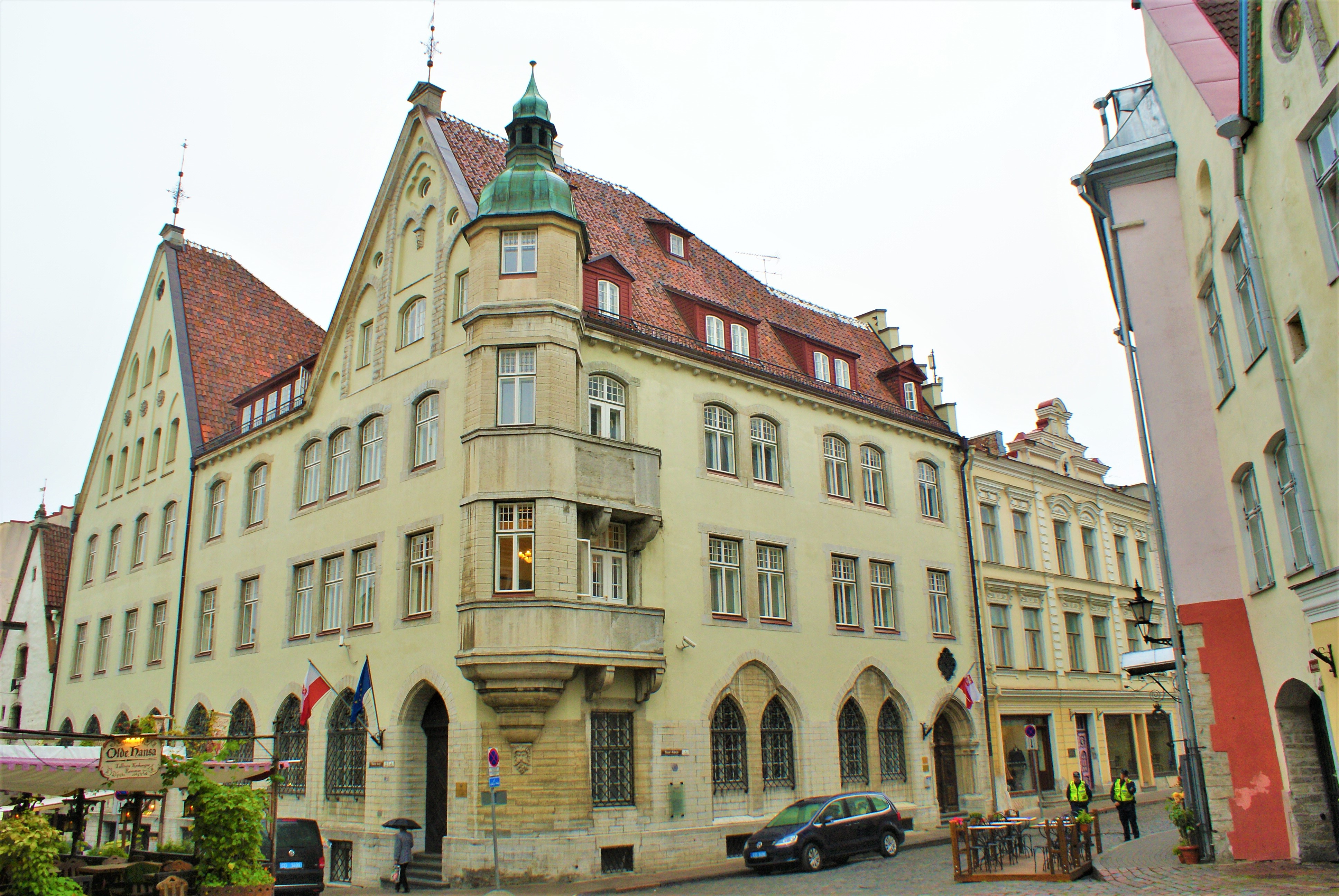
Посольство Польщі в Естонії
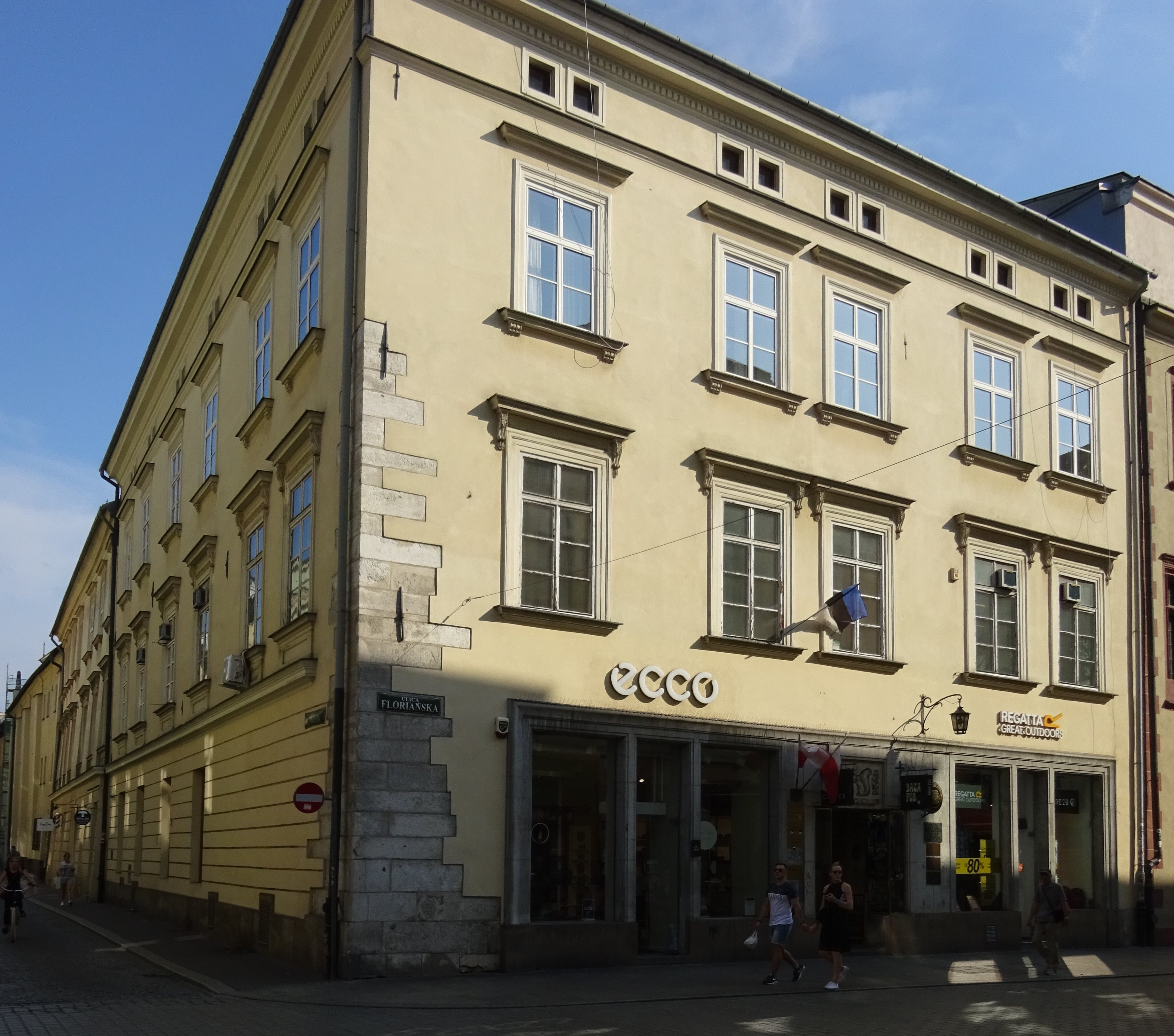
Почесне консульство Естонії в Кракові